# Арсега, Фернандо
Ферна́ндо Арсе́га Апе́рте (исп. Fernando Arcega Aperte; род. 3 сентября 1960, Сарагоса) — испанский баскетболист, выступавший на профессиональном уровне в период 1979—1995 годов. Играл на позиции лёгкого форварда за клуб «Сарагоса» и испанскую национальную сборную. Серебряный призёр летних Олимпийских игр в Лос-Анджелесе, серебряный и бронзовый призёр чемпионатов Европы, двукратный обладатель Кубка короля, финалист Кубка Сапорты.

## Биография
Фернандо Арсега родился 3 сентября 1960 года в Сарагосе, автономное сообщество Арагон.
Начинал карьеру профессионального баскетболиста в 1979 году в небольшой местной команде «Элиос», затем в период 1981—1995 годов неизменно выступал за «Сарагосу». В составе «Сарагосы» дважды становился обладателем Кубка короля, второго по значимости баскетбольного трофея Испании, тогда как в двух сезонах доходил с командой до финала. В 1991 году ему также довелось сыграть в финальном матче Кубка Сапорты, где «Сарагоса» со счётом 72:76 уступила ПАОКу.
Арсега привлекался в состав испанской национальной сборной ещё с конца 1970-х годов, так, в 1978 году он выступил на европейском юниорском первенстве в Розето, где стал серебряным призёром.
Первого серьёзного успеха на взрослом международном уровне добился в сезоне 1983 года, когда вошёл в основной состав баскетбольной команды Испании и побывал на чемпионате Европы во Франции, откуда привёз награду серебряного достоинства — в решающем финальном матче испанцы со счётом 96:105 проиграли Италии.
Благодаря череде удачных выступлений Арсега удостоился права защищать честь страны на летних Олимпийских играх в Лос-Анджелесе — в итоге выиграл здесь у всех соперников кроме сборной США, от которой сначала потерпел поражение на групповом этапе, а затем в финале плей-офф. Таким образом, испанцы завоевали серебряные олимпийские медали, хотя конкуренция на этих Играх была не полной, так как страны социалистического лагеря бойкотировали Олимпиаду по политическим причинам.
В 1988 году Фернандо Арсега выступил на Олимпийских играх в Сеуле — на сей раз попасть в число призёров не смог, на стадии четвертьфиналов проиграл Австралии, а после поражений от Канады и Пуэрто-Рико в утешительных встречах расположился со своей командой на восьмой строке итогового протокола.
Последний раз показал сколько-нибудь значимый результат на международной арене в сезоне 1991 года, когда выиграл бронзовую медаль на чемпионате Европы в Италии. В общей сложности выступал в составе испанской национальной сборной 121 раз.
Его младшие братья Хосе Анхель и Хоакин так же являются достаточно известными баскетболистами.